# 圣马里内拉
圣马里内拉（義大利語：Santa Marinella），是意大利拉齐奥大区罗马首都广域市的一个市镇。总面积49.2平方公里，人口18088人，人口密度367.6人/平方公里（2009年）。ISTAT代码为058097。